# Lokalisierungsgebot
Das Lokalisierungsgebot regelte in Deutschland, dass der Rechtsanwalt in Zivilsachen bei dem jeweiligen Gericht nur aufgrund einer besonderen Zulassung für das jeweilige Gericht auftreten durfte. Im Bereich der Strafgerichtsbarkeit sowie für Verfahren vor den Verfassungs-, Verwaltungs-, Sozial-, Finanz- und Arbeitsgerichten war eine spezielle Zulassung nicht vorgesehen. Mit dem Gesetz zur Stärkung der Selbstverwaltung der Rechtsanwaltschaft entfiel zum 1. Juni 2007 die Lokalisierung. Diesem Gesetz gingen mehrere Schritte der Liberalisierung des Zulassungsrechts voraus. Auch hatte das Bundesverfassungsgericht im Jahr 2000 entschieden, dass die Regelungen zur Simultanzulassung bei den Oberlandesgerichten verfassungswidrig war.
Am Lokalisierungsgebot für den Bundesgerichtshof wurde auch durch das Gesetz zur Stärkung der Selbstverwaltung der Rechtsanwaltschaft nichts geändert. Damit dürfen bei diesem Gerichtshof in Zivilsachen nur speziell zugelassene Rechtsanwälte (§ 172 BRAO) tätig werden. Diese besonders zugelassenen Rechtsanwälte dürfen nur bei den Obersten Gerichten des Bundes und dem Bundesverfassungsgericht auftreten (Singularzulassung). Sie sind Mitglieder der Rechtsanwaltskammer bei dem Bundesgerichtshof. Das Bundesverfassungsgericht hat diese Bestimmung bestätigt.